# Franz Großbauer

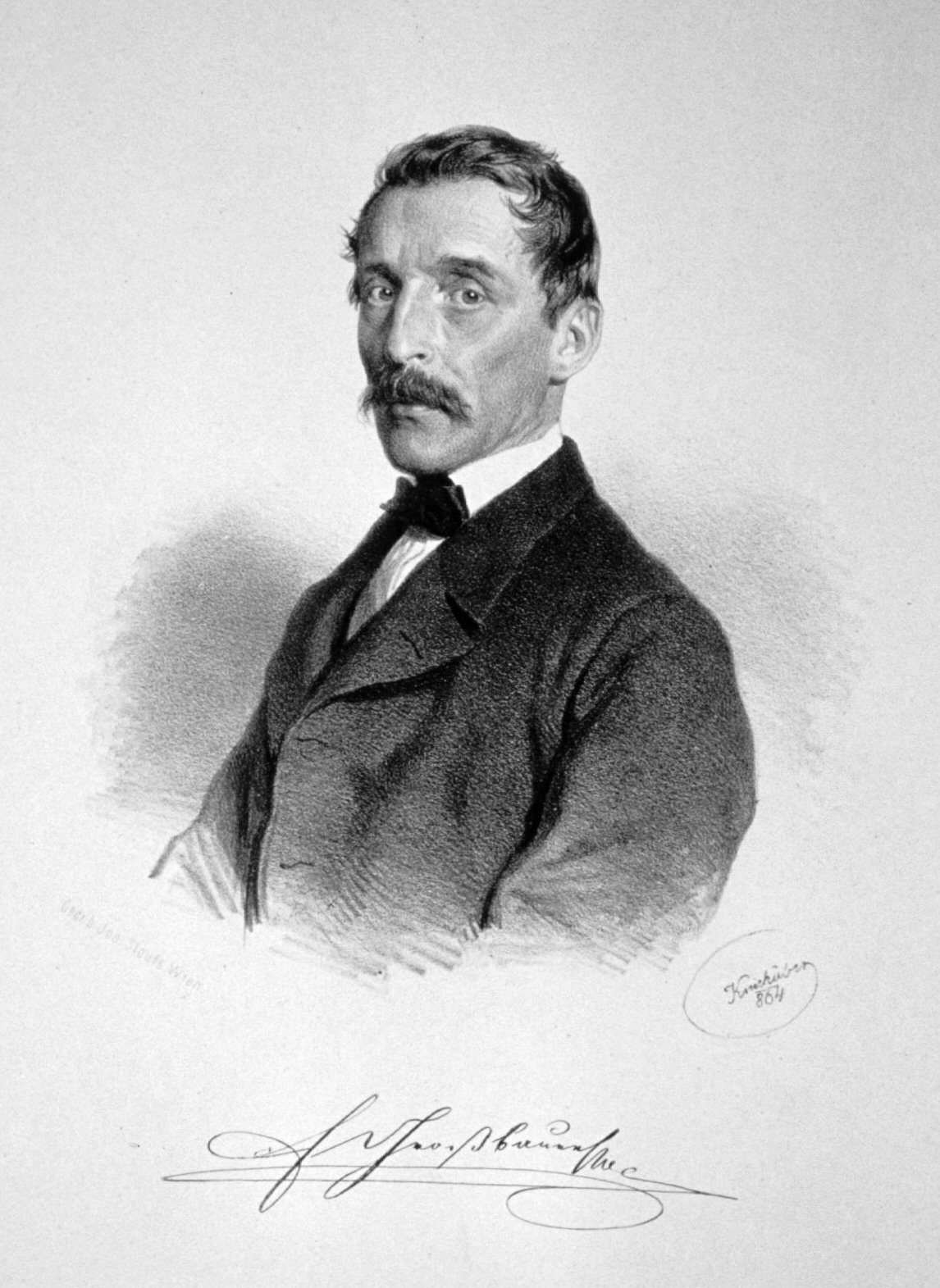
Franz Großbauer auf einer Lithografie von Josef Kriehuber (1864)

Franz Großbauer (* 19. Dezember 1813 in Trumau; † 25. Mai 1887 in Mariabrunn; seit 1875 Franz Großbauer Edler von Waldstätt) war ein österreichischer Forstwirtschaftslehrer.

## Leben
Franz Großbauer besuchte das Untergymnasium im Stift Heiligenkreuz und ein Lyzeum in Wien. Danach studierte er an der k.k. Forstlehranstalt Mariabrunn. Das k.k. Oberforstjägermeister- und niederösterreichische Waldamt nahm ihn 1836 als Forstpraktikanten auf.
Großbauer wurde 1837 Assistent an der k.k. Forstlehranstalt Mariabrunn. Dort wurde er 1839 zum ordentlichen Professor für Forstnaturkunde bestellt. Von 1852 bis 1875 wirkte er als Erster Professor an der Anstalt. Währenddessen arbeitete er auch als Inspektor des Schulforstes in den Forstbezirken Hütteldorf und Purkersdorf. Er war ein korrespondierendes Mitglied der k.k. Landwirtschaftsgesellschaft in Wien. In Mariabrunn ließ Franz Großbauer ein Museum für Forstbetrieb einrichten, das 1870 eröffnete. Er wurde im selben Jahr mit dem Ritterkreuz des Franz-Joseph-Orden geehrt. Anlässlich seines Ruhestands wurde er 1875 in den Adelsstand erhoben. Während seines Ruhestands war er weiterhin als Verwalter der Mariabrunner Gründe und als Kustos der Lehr- und Museumssammlungen tätig.
Großbauer war verheiratet und hatte mehrere Kinder. Er war ein Großvater des Physik-Nobelpreisträgers Victor Hess.
Nach ihm wurde 1937 die Großbauerstraße in Wien-Großjedlersdorf benannt.

## Schriften
- Das Winkler’sche Taschen-Dendrometer neuester Construction in seiner Anwendung zur Baum- und Bestandesschätzung und zu anderen in der forstlichen Praxis vorkommenden Messungsarbeiten. Braumüller, Wien 1864.
- Eine forstliche Studienreise auf den seiner Kaiserlichen Hoheit dem durchlauchtigsten Herrn Erzherzog Albrecht gehörigen Domänen Teschen und Friedeck in k. k. Schlesien ausgeführt in der Zeit vom 6. bis 15. Juni 1875. Kaiserlich-Königliche Forst-Akademie, Mariabrunn 1875. (Mit Johann Newald.)
- Das metrische Maß und die Brennholzpreise. In: Centralblatt für das Gesammte Forstwesen. Februar 1875, S. 78–83.